# Завистовский, Антоний
Анто́ний Зависто́вский (пол. Antoni Zawistowski; 10 ноября 1882, Свенцк-Струмяны, Подляское воеводство — 4 июня 1942, Дахау, Бавария) — блаженный Римско-Католической Церкви, священник, мученик. Входит в число 108 блаженных польских мучеников, беатифицированных римским папой Иоанном Павлом II во время его посещения Варшавы 13 июня 1999 года.

## Биография
С 1918 по 1929 годы служил проректором и преподавателем в семинарии в Люблине.
В ноябре 1939 года был арестован немецкими оккупационными властями и направлен в концентрационный лагерь Дахау, где умер 4 июня 1942 года от истощения.

## Прославление
13 июня 1999 года был беатифицирован папой римским Иоанном Павлом II вместе с другими польскими мучениками Второй мировой войны.
День памяти — 12 июня.